# Maria Goretti
Pour les articles homonymes, voir Goretti.
 (septembre 2019).
Si vous disposez d'ouvrages ou d'articles de référence ou si vous connaissez des sites web de qualité traitant du thème abordé ici, merci de compléter l'article en donnant les références utiles à sa vérifiabilité et en les liant à la section « Notes et références ».
Sainte Maria Goretti (née à Corinaldo le 16 octobre 1890, morte le 6 juillet 1902 à Nettuno) est une jeune fille italienne qui fut assassinée par un voisin qui voulait abuser d’elle. Son martyre fut reconnu par l'Église catholique, qui la vénère comme sainte depuis 1950.

## Biographie

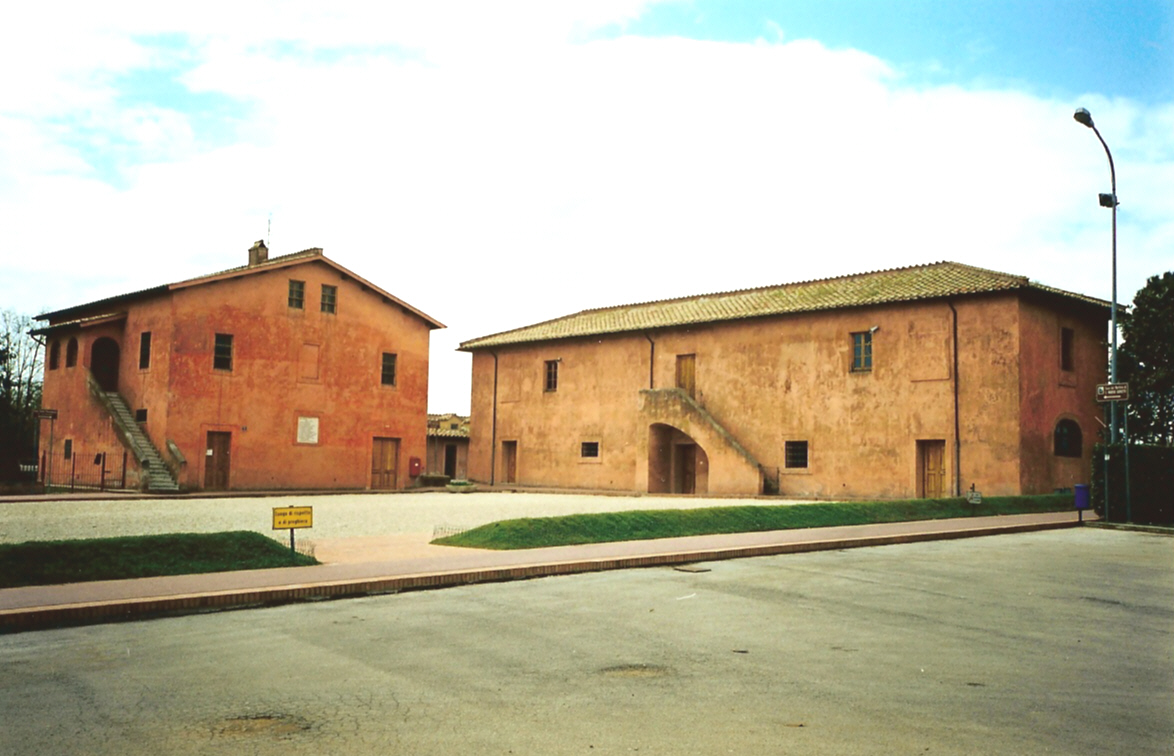
À droite, la maison où habitait Maria Goretti.

Maria Goretti, dite Marietta, est née le 16 octobre 1890 à Corinaldo, dans la région des Marches italiennes, dont la capitale est le port d'Ancône sur la mer Adriatique ; elle est la fille de journaliers (braccianti) et appartient à une famille pieuse et très pauvre.
En 1899, le lopin de terre que sa famille cultive ne suffisant plus à les nourrir, les Goretti sont contraints de déménager à Le Ferriere di Conca (it), dans le diocèse d'Albano, au sud de Rome.
La famille vit dans un minuscule logement qu'elle partage avec Giovanelli Serenelli, un veuf qui a un fils de 17 ans, Alessandro Serenelli (1882-1970).
Peu de temps après, Maria, âgée de neuf ans, perd son père, Luigi Goretti (1859-1900), emporté par la malaria. Étant l'aînée, c'est elle qui doit s'occuper de ses frères et sœurs, de la cuisine, du ménage pendant que sa mère Assunta Goretti, née Assunta Carlini (1866-1954), et son frère Angelo (neuf ans) travaillent aux champs toute la journée. Le propriétaire, abusant de l'illettrisme des villageois, leur a fait signer à tous un contrat d'embauche qui les désavantage. La mère de Marietta, veuve avec trois enfants à charge, n'a pu faire autrement que d'accepter.
Marietta est préparée à sa première communion par les pères passionnistes de Nettuno. La pauvreté de la famille est connue par leur entourage, mais les gens du village se cotisent pour offrir à Marietta sa robe de première communion.

### Agression

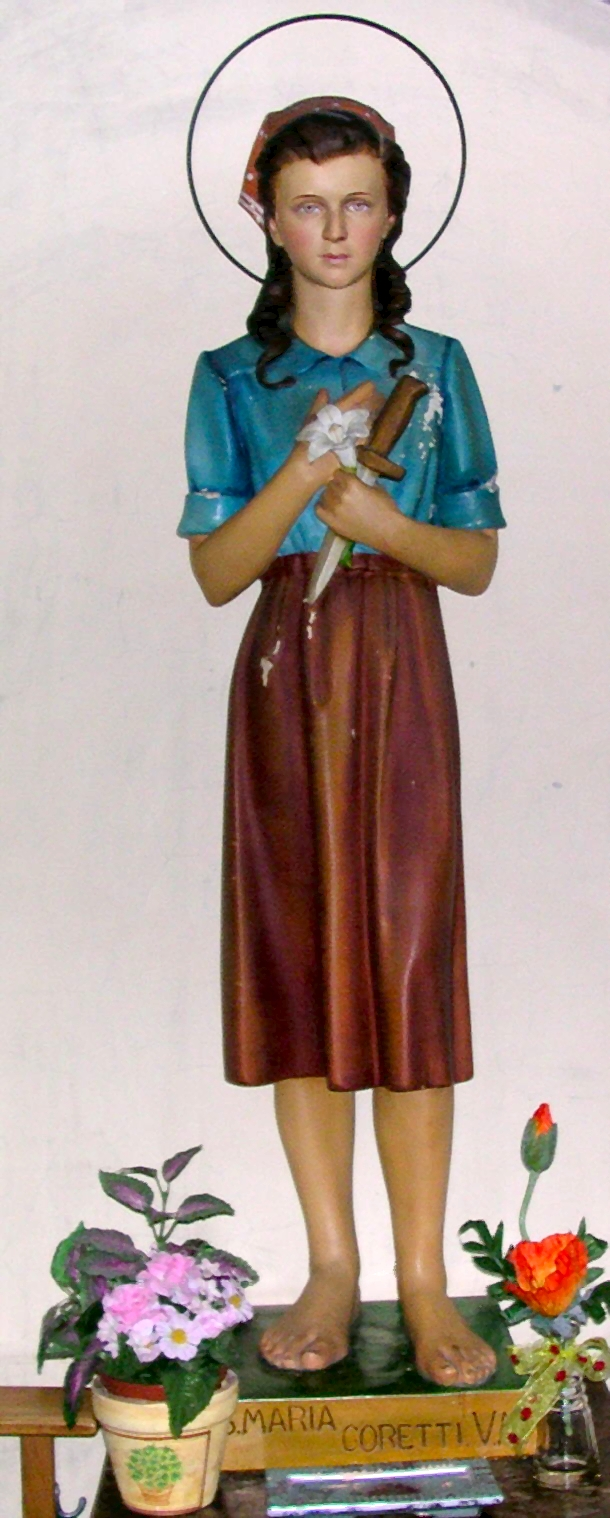
Statue de Maria Goretti en l'église Saint Martin-Saint Hadelin à Visé en Belgique.

À l'âge de onze ans, Maria Goretti paraît plus que son âge, d'où son surnom de « Marietta ». Le jeune Alessandro Serenelli, vingt ans, profitant du fait qu'elle est souvent seule, se met à la poursuivre, cherchant à avoir des relations sexuelles avec elle. La fillette, n'osant en parler à sa mère, se réfugie dans la prière, son seul recours, tout en prenant garde à ne jamais rester seule avec le jeune homme.

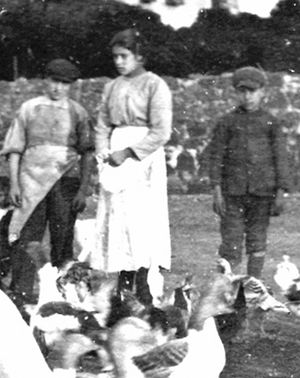
Photographie de Maria Goretti, prise autour de 1900.

Cependant, le 5 juillet 1902, vers quinze heures, elle reprise une chemise sur le palier de l'escalier, seule avec sa petite sœur Teresa qui fait la sieste sur une couverture, tandis que le reste de la famille est non loin de là, occupé à broyer le grain. Alessandro arrive et entraîne de force la jeune fille, à l'intérieur, dans la grande cuisine. Cette dernière se débat en s'exclamant : « Alessandro, Dieu ne veut pas ces choses-là ! Si tu fais cela tu iras en enfer ! » Vexé et fou de rage de ne pas parvenir à violer la fillette, le jeune homme l’étrangle puis saisit un poinçon de vingt-sept centimètres de long et la frappe à quatorze reprises.
Alertés par le chahut, les voisins interviennent. Marietta est transportée à l'hôpital Orsenigo de Nettuno où elle meurt le lendemain, après avoir reçu la communion pour la dernière fois. Avant de lui donner l'hostie, le prêtre lui demande si elle pardonne à son agresseur. Elle répond : « Oui, pour l'amour de Jésus, je pardonne. Je veux qu'il vienne lui aussi avec moi au Paradis. Que Dieu lui pardonne, car moi, je lui ai déjà pardonné ».
Elle meurt le 6 juillet 1902 à quinze heures quarante-cinq. Les journaux qui évoquent le drame la nomment « l’émule d’Agnès de Rome », insistant sur son innocence d’enfant et sa virginité.

## Épilogue

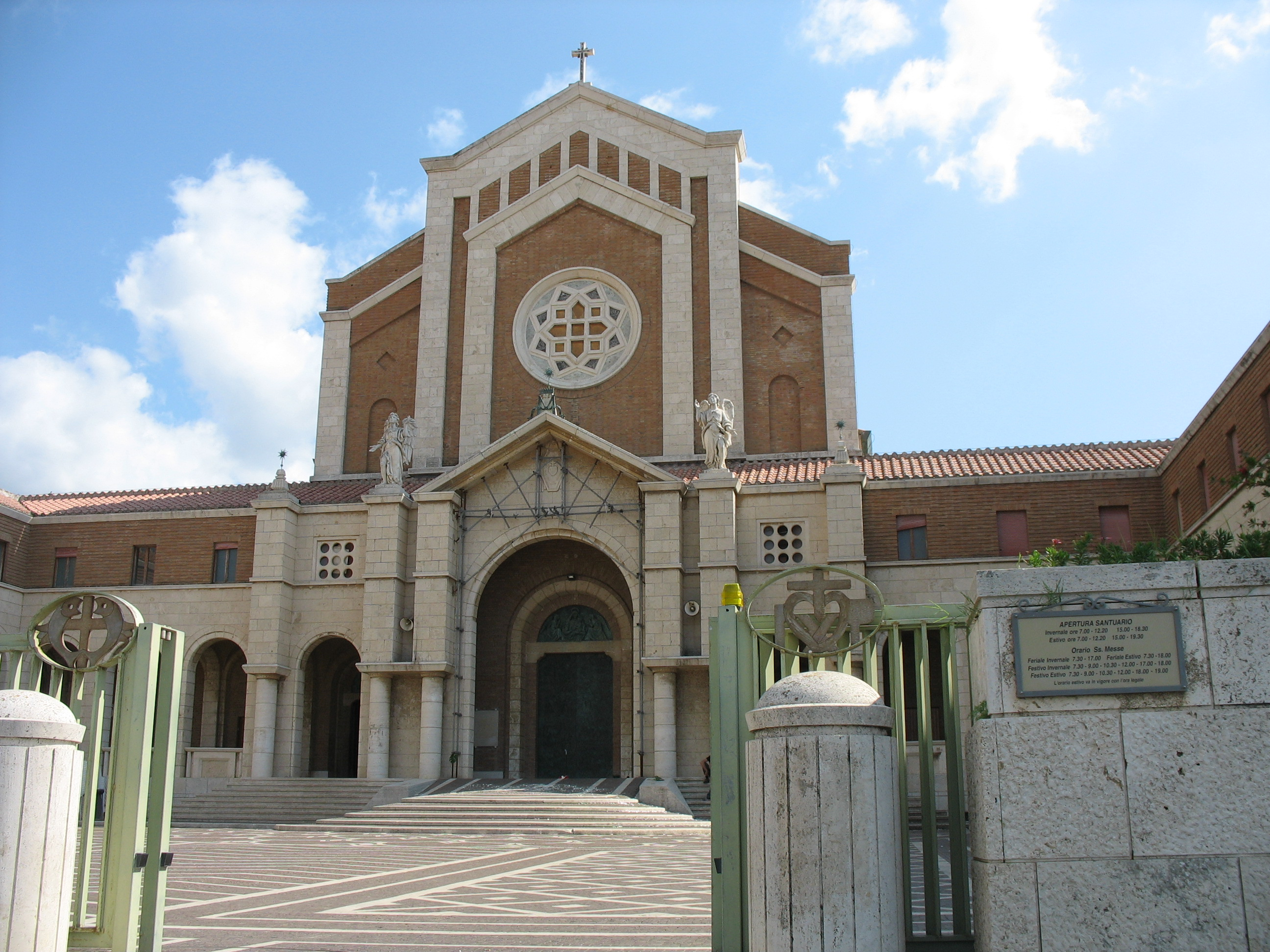
Le sanctuaire de Nettuno renfermant la châsse des reliques de Maria Goretti.

Alessandro Serenelli fut condamné à une peine de trente ans de prison. Après huit années d'incarcération, une nuit de 1910, il affirma avoir rêvé que Maria lui offrait des lys, qui se transformaient en lumières scintillantes. Ce rêve lui aurait fait réaliser le mal qu'il avait fait et il se repentit. Il fut libéré en 1929, après vingt-sept années de détention. Il était âgé de 47 ans.
Dans la nuit de Noël 1934, il alla jusqu'à Corinaldo, où était retournée la mère de Marietta, Assunta Goretti, qui à cette époque était au service du curé. Il la supplia de lui pardonner. Elle accepta en disant : « Dieu vous a pardonné, ma Marietta vous a pardonné, moi aussi je vous pardonne. »
Tous deux assistèrent à la messe ensemble le lendemain, recevant la communion, l'un à côté de l'autre, sous le regard très étonné des paroissiens. C'est ensemble également qu'ils assistèrent le 27 avril 1947 aux cérémonies de la béatification, puis de la canonisation de Marietta le 24 juin 1950 par le Pape Pie XII qui la déclara sainte martyre de l'Église catholique romaine. Ce fut la première fois qu'une mère assistait à la canonisation de sa fille.
Alessandro Serenelli, devenu membre du Tiers-Ordre franciscain, travaillait depuis 1936 en tant que jardinier du couvent des pères capucins d'Ascoli Piceno. Il mourut au couvent de Macerata, le 6 mai 1970, à l'âge de 87 ans, après avoir rédigé un testament des plus édifiants.

## Mémoire

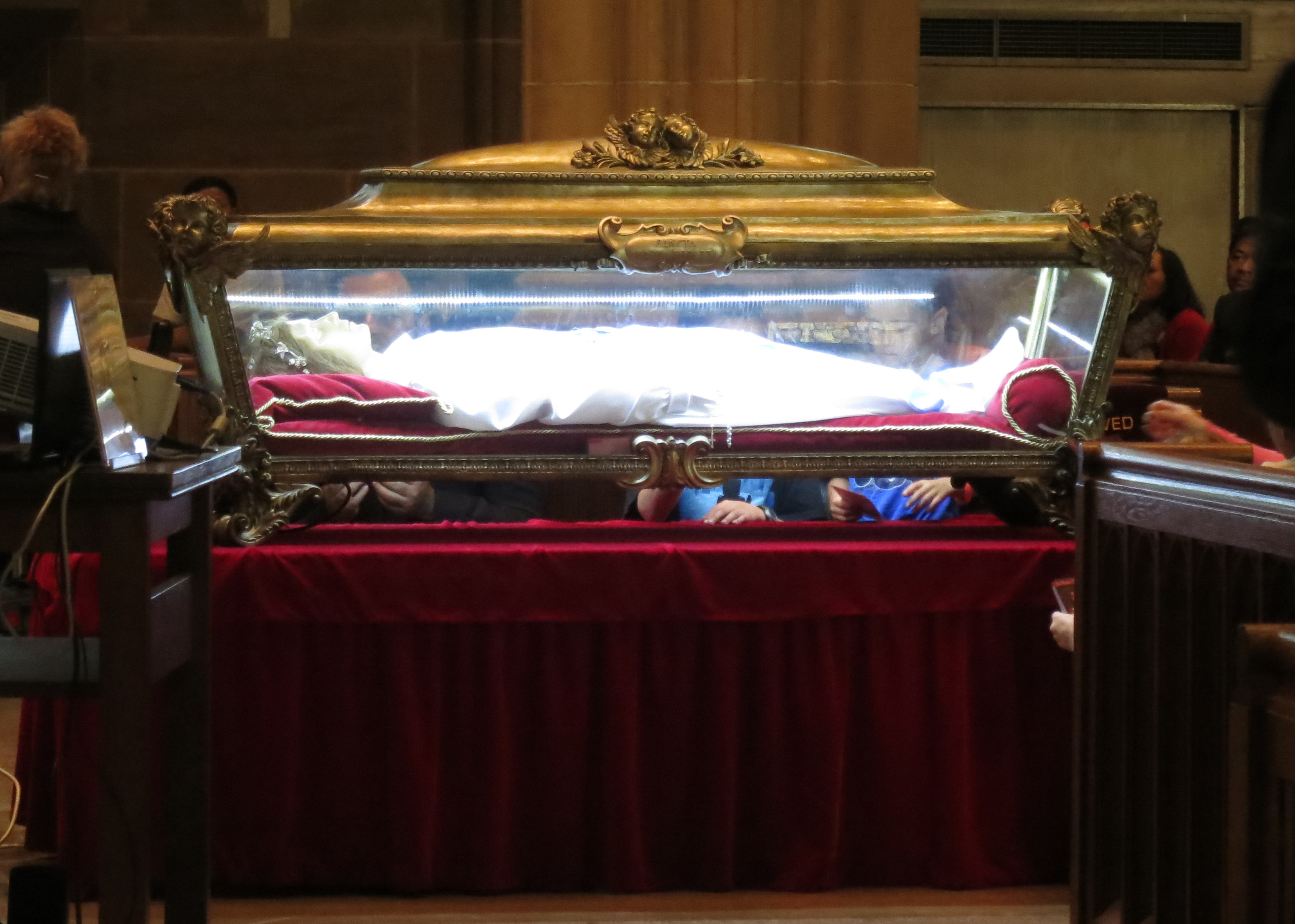
Châsse de sainte Maria Goretti.

- Sainte Maria Goretti est fêtée le 6 juillet.
- Sa dépouille repose dans la crypte du sanctuaire Notre-Dame-des-Grâces de Nettuno, au sud de Rome. Dans la châsse, se trouve une statue en cire, œuvre du sculpteur Volterrano Volterrani, contenant les principales parties de son squelette recomposé : le crâne, la colonne vertébrale, les membres supérieurs et inférieurs, à l’exception de l’ulna ou petit os du bras droit, qui fut donné à la mère de la sainte, pour l’emporter à Corinaldo, son village natal, où il est exposé dans un reliquaire au sanctuaire Sainte-Maria-Goretti. Les phalanges et les côtes ont servi pour la préparation des reliques à exposer à la vénération des fidèles[2].

- Pour le 100e anniversaire de sa mort, en 2002, le pape Jean Paul II a adressé un message spécial à l'évêque d'Albano en soulignant l'actualité de cette martyre de la pureté[3].

## Films
- La Fille des marais (Cielo sulla palude) (1949) d'Augusto Genina, avec Ines Orsini, dans le rôle de Maria Goretti. Prix de la Présidence du Conseil des ministres pour le meilleur film italien. Prix international de la mise en scène. Prix international de l'Office catholique international du cinéma, à la Xe exposition internationale d'art cinématographique de Venise, 1949. Histoire vraie racontée d'après les archives du Tribunal de Rome et les documents qui ont servi à établir l'acte de béatification de Maria Goretti. Adaptation cinématographique du roman traduit par André Maugé.
- Maria Goretti (it) (2003) de Giulio Base, avec Martina Pinto dans le rôle de Maria Goretti, Massimo Bonetti, Luisa Ranieri, Flavio Insinna, Claudia Koll. Ce film italien a été traduit en espagnol et en anglais ; visible ici.

## Iconographie

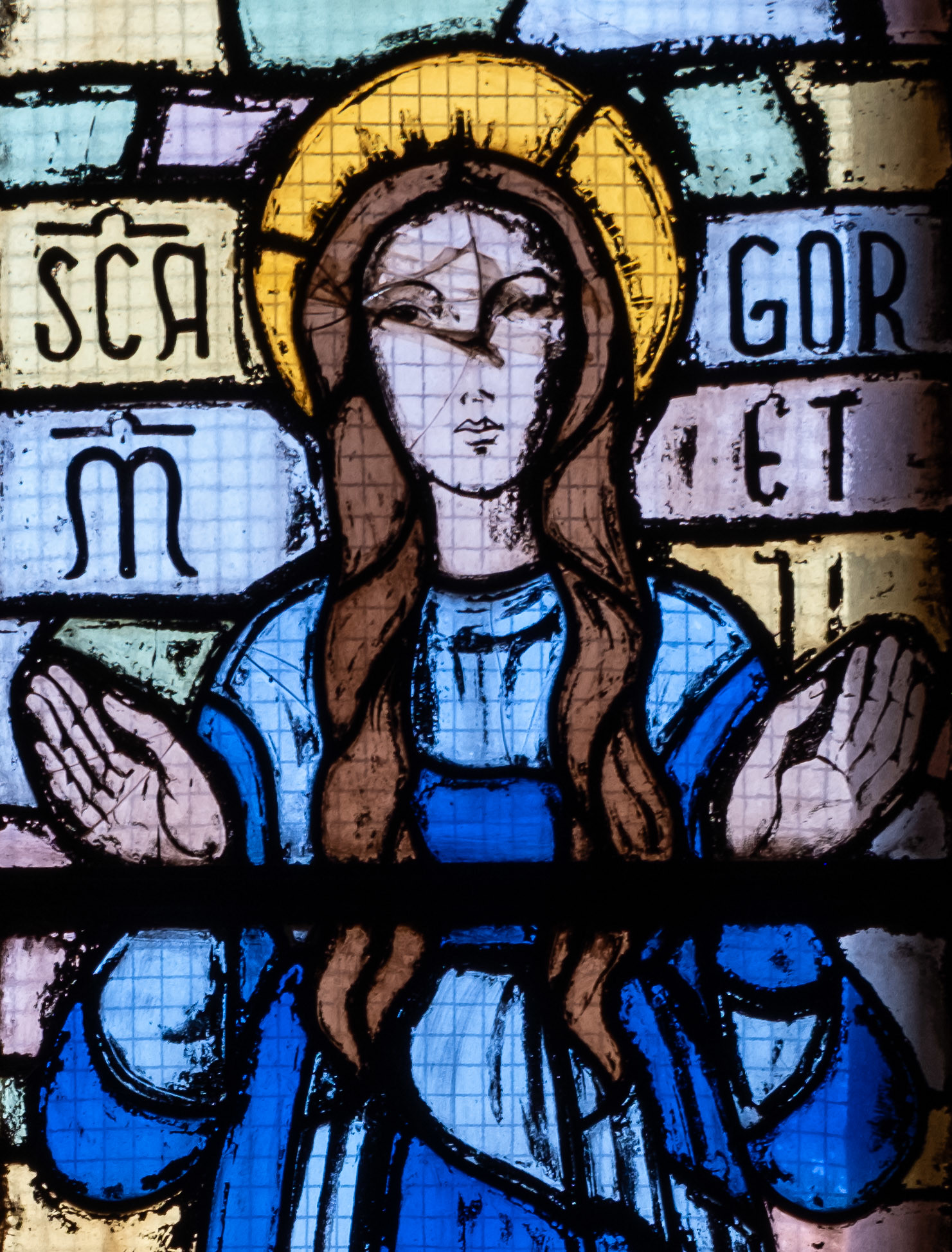
Sancta Maria Goretti, Vitrail, Basilica di San Benedetto, Ferrare, Italie

Sancta Maria Goretti, vitrail de l'église San Benedetto à Ferrare

## Anecdote
Dans l'État de Pennsylvanie, la loi qui dispose qu'une victime de viol doit prouver s'être défendue physiquement pour que son agresseur soit poursuivi, s'appelle officieusement « loi Sainte Maria Goretti ».